# Richard Sinclair
Richard Stephen Sinclair, född 6 juni 1948 i Canterbury, England, är en engelsk musiker som främst associeras till den progressiva rocken och dess specifika gren "Canterbury scene".
Under åren 1964–1968 var han medlem i gruppen The Wilde Flowers med bland andra Robert Wyatt, som spelade in albumet The Wilde Flowers 1965, men albumet utgavs först 1994. Han blev sedan en av grundarna till gruppen Caravan och medverkade på skivor som Caravan och In the Land of Grey and Pink. Han lämnade sedan gruppen för att bilda Hatfield and the North. Från 1977–1978 spelade han bas och sjöng vissa låtar i gruppen Camel.
Richard Sinclair är kusin med keyboardisten Dave Sinclair, som även han var medlem i Caravan.

## Diskografi (urval)
Album med The Wilde Flowers
- 1965 – The Wilde Flowers (utgivet 1994)

Studioalbum med Caravan
- 1968 – Caravan
- 1970 – If I Could Do It All Over Again, I'd Do It All Over You
- 1971 – In the Land of Grey and Pink
- 1972 – Waterloo Lily
- 1982 – Back to Front

Studioalbum med Hatfield and the North
- 1974 – Hatfield and the North
- 1975 – The Rotters' Club

Studioalbum med Robert Wyatt (som bidragande artist)
- 1974 – Rock Bottom

Soloalbum
- 2003 – Full Circle
- 2003 – Into The Sun